# Henry Carey Dangar
Henry Cary Dangar (1830-1917), abogado y parlamentario, nació en Port Stephens, en Nueva Gales del Sur, Australia, su padre fue Henry Dangar. Fue educado en Sydney College y el Trinity College de la Universidad de Cambridge, donde se graduó con el Bachillerato en Artes en 1853 y máster de artes en 1857. A su regreso a Australia Dangar estuvo involucrado en intereses comerciales y fue socio en empresas como Dangar Bros y Dangar Gilchrist & Co. 
Henry Carey Dangar fue elegido miembro de la Asamblea Legislativa de Nueva Gales del Sur para los asuntos del oeste de Sídney en el periodo de 1874 a 1877 y por el Este de Sídney entre 1880 y 1882, y fue miembro en el Consejo Legislativo de Nueva Gales del Sur en el periodo de 1883 a 1917.